# 人口史
人口史，是指關於人口發展及其狀況的歷史。
第二次世界大戰結束後，由於戰後嬰兒潮、衛生醫療的普及和农业革命，地球人口急速增加。人口學家用「人口爆炸」來描述20世紀出現的世界人口出生率大大超過世界人口死亡率的情況。目前的世界人口已經突破八十亿，並且以一分鐘增加150人，一天增加20萬人的速度推進，一年增加了8000萬人次。隨著人口的递增，地球上面臨著貧富差距的擴大、溫室效應的提升以及資源的短缺問題。
關於中國之人口成長歷史，可参见中国人口史。

## 前5世纪到5世纪
- 公元前500年世界人口约1.0亿

此年阿契美尼德帝国约2300万人口，占23.00%
此年春秋列国约1500万人口，占15.00%
- 公元前400年世界人口约1.3亿

此年阿契美尼德帝国约1900万人口，占16.31%
此年战国列国约2000万人口，占15.41%
- 公元前300年世界人口约1.77亿

此年战国列国约3000万人口，占16.95%
- 公元前250年孔雀王朝约2650万人口
- 公元前200年世界人口约1.96亿

此年汉朝约2200万人口，占11.22%
- 公元前100年世界人口约2.51亿

此年汉朝约4300万人口，占17.13%
- 公元元年世界人口约2.92亿

此年汉朝约6500万人口，占22.26%
此年罗马帝国约5500万人口，占18.99%
- 公元100年世界人口约2.39亿

此年东汉约5500万人口，占23.01%
此年罗马帝国约5700万人口，占23.85%
- 117年罗马帝国约6800万人口（其中东方三省约800万，其他地区约6000万）
- 156年东汉约6200万人口
- 165年罗马帝国约6900万人口
- 183年东汉约6600万人口
- 公元200年世界人口约1.96亿

此年东汉约5000万人口，占25.51%
此年罗马帝国约6600万人口，占33.67%
- 公元300年世界人口约2.17亿

此年晋朝约4600万人口，占20.25%
此年罗马帝国约5400万人口，占24.88%
- 公元400年世界人口约1.87亿

此年东晋和十六国人口约3000万，占16.04%
此年罗马帝国约4000万人口，占21.39%
- 公元450年笈多王朝人口约3250万
- 公元500年世界人口约2.28亿

此年南北朝人口约4500万，占19.74%

## 5世纪到15世纪
- 公元600年世界人口约2.51亿

此年隋朝人口约4700万，占18.73%
此年萨珊人口约2500万，占9.96%
- 公元700年世界人口约2.91亿

此年武周人口约6600万，占22.68%
此年南亚人口约7000万，占24.05%
- 公元800年世界人口约3.06亿

此年唐朝人口约6500万，占21.24%
此年南亚人口约8000万，占26.14%
此年阿拔斯王朝约3300万，占10.78%
- 公元900年世界人口约2.91亿

此年唐朝人口约5000万，占17.18%
- 公元1000年世界人口约3.66亿

此年宋朝人口约7100万，占19.40%
此年东罗马帝国人口约1800万，占4.92%%
- 公元1100年世界人口约4.04亿

此年宋朝人口约1.06亿，占26.24%
- 公元1200年世界人口约4.46亿

此年南宋、金朝、西夏、大理四国人口约1.36亿，占29.47%
- 公元1300年世界人口约4.04亿

此年元朝人口约8000万，占19.80%
- 公元1400年世界人口约3.84亿

此年明朝人口约8000万，占20.83%
- 公元1500年世界人口约4.69亿

此年明朝人口约1.08亿，占23.03%

## 15世纪到19世纪
- 公元1600年世界人口约5.72亿

此年明朝人口约1.46亿，占25.52%
- 公元1650年世界人口约5.31亿

此年清朝人口约1.14亿，占21.47%
- 公元1700年世界人口约6.17亿

此年清朝人口约1.17亿，占18.96%
- 公元1750年世界人口约7.72亿

此年清朝人口约2.02亿，占26.17%
- 公元1800年世界人口约9.42亿

此年清朝人口约2.86亿，占30.36%
- 公元1850年世界人口约12.70亿

此年清朝人口约4.59亿，占36.14%
- 公元1900年世界人口约16.71亿

此年清朝人口约4.11亿，占24.60%

## 20世纪以来
- 公元1910年世界人口约17.56亿

此年清朝人口约4.50亿，占25.63%
- 公元1920年世界人口约18.36亿

此年中华民国人口约4.90亿，占26.69%
- 公元1930年世界人口约20.08亿

此年中华民国人口约5.15亿，占25.65%
- 公元1940年世界人口约22.40亿

此年中华民国人口约5.39亿，占24.06%
- 公元1950年世界人口约25亿

此年中国人口约5.44亿，占21.77%
- 公元1960年世界人口约30.46亿

此年中国人口约6.67亿，占21.89%
- 公元1970年世界人口约37亿

此年中国人口约8.18亿，占22.10%
- 公元1980年世界人口约45亿

此年中国人口约9.81亿，占21.8%
- 公元1990年世界人口约53.61亿

此年中国人口约11.42亿，占21.30%
- 公元2000年世界人口约61亿

此年中国人口约12.74亿，占20.91%
- 公元2010年世界人口约69.32亿

此年中国人口约13.53亿，占19.52%
- 公元2020年世界人口達到78亿

此年中国人口约14亿，占17.94%
- 世界人口从1830年的10亿、1930年20亿、1960年30亿、1974年40亿、1988年50亿、2000年60亿、到2011年70亿、2017年8月8日75億2422万、2022年11月15日已经达到80億人。